# ドミニカ共和国の鉄道

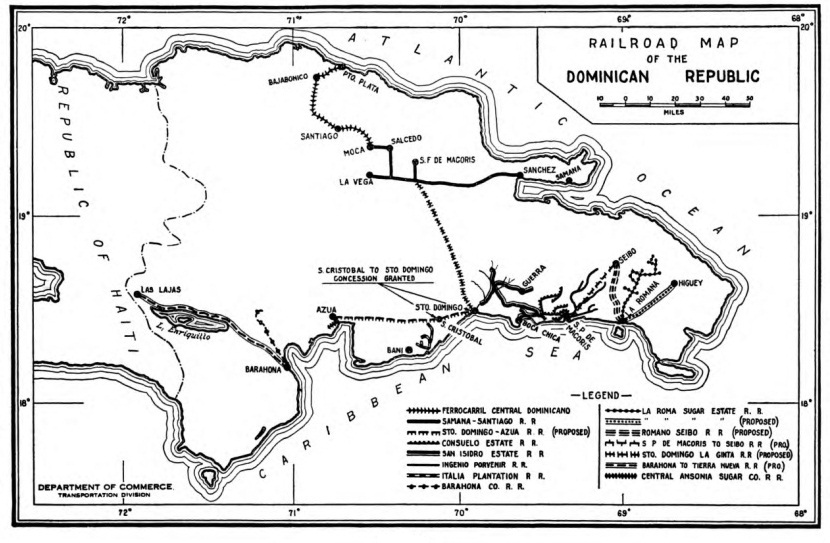
1925年の鉄道路線図

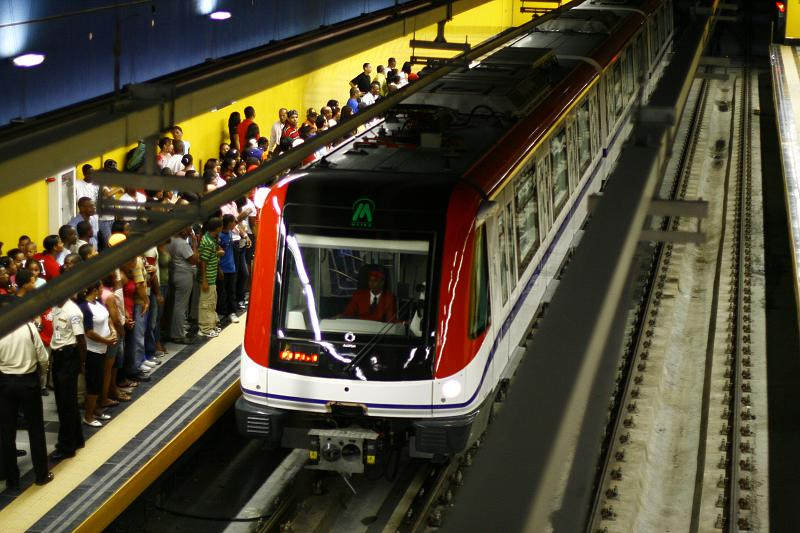
サント・ドミンゴ地下鉄のフアン・パブロ・ドゥアルテ (Juan Pablo Duarte) 駅

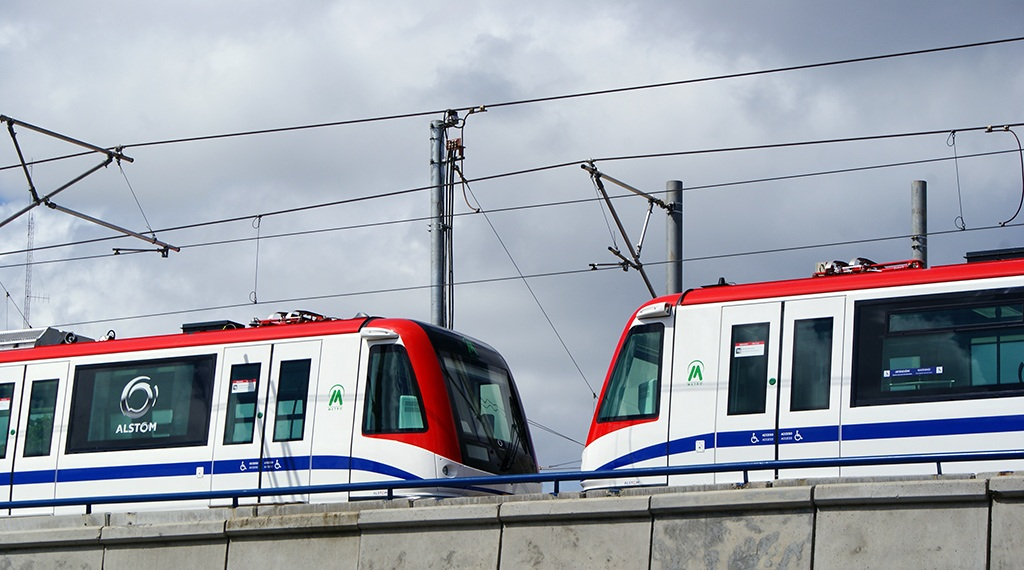
サント・ドミンゴ地下鉄向けに使用されているアルストム・メトロポリス9000形電車 (Alstom Metropolis 9000 Series) の連結

ドミニカ共和国の鉄道では、ドミニカ共和国における鉄道について記す。主に製糖工場用として、国営の1社および複数の民間企業によって運営されている。
隣接するハイチ共和国とは鉄道で結ばれていない。

## 歴史
1877年に、サント・ドミンゴ (Santo Domingo) からサンティアゴ・デ・ロス・カバリェロス (Santiago de los Caballeros) を通ってプエルト・プラタ (Puerto Plata) に繋がる、最初の鉄道路線が開業している。

## 国有及び私有鉄道
鉄道路線網は、貨物および旅客輸送用の複数の路線から成り立っている。また、複数の軌間を使用している。
20世紀中に一部が廃止されたことで、鉄道路線網は部分的なものになり、主にサン・ペドロ・デ・マコリス (San Pedro de Macorís) およびラ・ロマーナ (La Romana) の都市周辺に集中している、一連の分散された支線へと縮小された。
当初の鉄道路線網についての概要を、以下に示す。
- サトウキビの輸送手段として、1911年にセントラル・ロマーナ鉄道 (Central Romana Railroad) が設立された。路線の全長は757キロメートル (470 mi)であり、うち375キロメートル (233 mi)が軌間1,435 mm (4 ft 8 1⁄2 in)の標準軌である。
- ドミニカ共和国政府鉄道 (Dominican Republic Government Railway) は、全長142キロメートル (88 mi)、軌間1,067 mm (3 ft 6 in)の狭軌である。
- 他のサトウキビ会社で運営される路線は複数の軌間（557 mm (21 15⁄16 in)、762 mm (2 ft 6 in)、1,067 mm (3 ft 6 in)（1995年））が採用されており、全長は240キロメートル (149 mi)である。

## 都市鉄道
- 同国における最初のラピッド・トランジット・システムの開業は、2008年末に開通した首都サント・ドミンゴで利用されている地下鉄網である。この地下鉄網は、延伸計画を含む全長27.4キロメートル (17 mi)の2つの路線から成っている[2][3][4]。
- ドミニカ共和国の第2の都市であるサンティアゴ・デ・ロス・カバリェロスで、ライトレールシステム（英語版）が計画されている[5][6]。